# Marcipa miraja
Marcipa miraja là một loài bướm đêm trong họ Erebidae.